# Retrat de Don García Ibáñez de Múgica
El Retrat de Don García Ibáñez de Múgica de Bracamonte és un llenç realitzat amb pintura a l'oli sobre llenç, atribuït a El Greco. Consta amb el número X-169 en el catàleg raonat d'obres d'aquest artista, realitzat pel seu especialista Harold Wethey.

## El personatge
Don García Ibáñez de Múgica de Bracamonte  era descendent d'una familia de llinatge hidalgo, però que no pertanyía a la noblesa ni als Parientes Mayores del País Basc. Aquesta família tenia una casa-torre a Ordizia, Guipúscoa. García Ibáñez de Múgica va ascendir a les més altes instàncies del poder al contraure matrimoni amb Aldonza de Bracamonte. Doña Aldonza era filla de Juan de Bracamonte, senyor de Fuente el Sol (Província de Valladolid) i de Teresa de Vargas, veïna d'Àvila. Amb aquest matrimoni, García Ibàñez va entrar a formar part de la poderosa família Bracamonte.

## Anàlisi de l'obra
Oli sobre llenç; 120 x 100 cm.; Museu de la Catedral d'Àvila.
Obra autèntica d'El Greco, segons Manuel B. Cossío, Elizabeth du Gué Trapier, August L. Mayer, i José Camón Aznar.
Segons Harold E. Wethey, es tracta d'una obra de principis del segle xvii, realitzada per un seguidor d'El Greco. La negra figura destaca sobre un fons obscur, que contrasta amb el tapet verd. El color, la tècnica i el dibuix, segons aquest autor, no són propis del mestre cretent, ni tan sols després de la neteja de l'any 1963.
Segons Josep Gudiol, tot i el seu mal estat de conservació, cal considerar aquest llenç com una obra autógrafa d'El Greco. La postura de la mà dreta és gairebé la mateixa que la del Retrat de Francisco de Pisa, però aquí sobre una taula hi ha un birret negre. El personatge apareix un tant congelat en la seva actitud, amb un estret coll blanc i punys també blancs, que separen el seu rostre afilat i les seves mans de la vestimenta negra. El fons té uns ritmes verticals, que remarquen estructures de la paret. Tanmateix, a aquest llenç no s'hi nota el mateix interés pel personatge que hi ha en els millors retrats d'El Greco.